# Хэй, Виктор, 21-й граф Эррол
Виктор Александр Серелд Хэй, 21-й граф Эррол и 4-й барон Килмарнок (англ. Victor Alexander Sereld Hay, 21st Earl of Erroll and 4th Baron Kilmarnock; 17 октября 1876 — 20 февраля 1928) — британский аристократ и дипломат, писатель и член Палаты лордов, который был «отмечен за его тактичность и обаяние». Он был известен как лорд Хэй с 1876 по 1891 год и лорд Килмарнок с 1891 по 1927 год.

## Ранняя жизнь
Родился 17 октября 1876 года. Старший сын Чарльза Хэя, 20-го графа Эррола (1852—1927) и его жены Мэри Кэролайн Л’Эстранж (? — 1934) . Он был крестником королевы Виктории и любимцем Георга V и королевы Марии, которые часто приглашали его в замок Балморал.
Через своего деда по отцовской линии, Уильяма Хэя, 19-го графа Эррола, он был прямым потомком короля Великобритании Вильгельма IV. Его прабабушка Элизабет Хэй, графиня Эррол (1801—1856), жена Уильяма Хэя, 18-го графа Эррола, была дочерью короля Вильгельма от его любовницы Дороти Джордан. Его дед по материнской линии был генералом достопочтенным, сэром Чарльзом Стивеном Гором (1793—1869), офицера и участника битвы при Ватерлоо (который был сыном 2-го графа Аррана и братом герцогини Инвернесс). Его бабушкой и дедушкой по материнской линии были Эдмунд Л’Эстранж и леди Харриет Л’Эстранж (сестра Ричарда Ламли, 9-го графа Скарборо, и дочь Фредерика Ламли-Сэвила и Шарлотты де Ла Поэр-Бересфорд, дочери Джорджа де ла Поэра Бересфорда, епископа Килмора).

## Карьера
Молодой Виктор Хэй поступил на дипломатическую службу и был назначен атташе в 1900 году, третьим секретарем в июле 1902 года, вторым секретарем в 1906 году, первым секретарем в 1913 году. Он был первым секретарем в Копенгагене в 1918—1919 годах, затем ненадолго стал временным поверенным в делах в Берлине в связи с возобновлением дипломатических отношений Соединенного Королевства с Германией в 1920 году до прибытия британского посла. Он оставался в Берлине в качестве советника до ноября 1921 года и, наконец, служил верховным комиссаром Великобритании в Межсоюзнической Верховной комиссии Рейнланда с декабря 1920 года до своей смерти в феврале 1928 года.
Он также был писателем и состоял в клубе Святого Джеймса. У него были две пьесы, опубликованные и поставленные в Лондоне: «Киоски сновидений» и «Анонимное письмо».
Он унаследовал титул графа от своего отца в 1927 году.

## Личная жизнь
22 мая 1900 года Виктор Хэй, лорд Килмарнок, женился на Мэри Люси Виктории Маккензи (1875 — 18 января 1957), единственной дочери сэра Аллана Маккензи, 2-го баронета из Глена Муика, Абердиншир, и Люси Элеонор Дэвидсон. Она унаследовала состояние, нажитое её дедом на торговле индиго в Индии . У супругов было двое сыновей и одна дочь:
- Джослин Виктор Хэй, 22-й граф Эррол (11 мая 1901 — 24 января 1941)[8], который в 1923 году женился на леди Идине Саквилл, дочери 8-го графа де Ла Варра[3].
- Гилберт Бойд, 6-й барон Килмарнок (15 января 1903 — 15 мая 1975), который в 1926 году женился на достопочтенной Розмари Гест (1906—1971), дочери Айвора Геста, 1-го виконта Уимборна. В 1955 году они развелись. В том же 1955 году он во второй раз женился на Дениз Кокер. Он сменил свою фамилию на Бойд в 1941 году, чтобы унаследовать баронство Килмарнок после смерти своего брата, не имевшего наследников мужского рода[3].
- Леди Розмари Констанс Ферелит Хэй (15 мая 1904 — 19 мая 1944), в 1924 году вышла замуж за подполковника Руперта Райана (? — 1952), с котоырм развелась в 1935 году. В том же 1935 года она во второй раз вышла замуж за майора Джеймса Грэшема (? — 1983)[3].

Он занимал графский титул недолго, и его сменил его старший сын, лорд Килмарнок, в 1928 году . Сегодня его старший сын и наследник Джослин Хэй известен нераскрытым делом, связанным с его убийством, и сенсацией, которую оно вызвало во время войны в Великобритании.

## Публикации
- Ферелит, 1903 год
- Поцелуй мечты (пьеса), поставленная в театре Уимблдона, 1924 год
- Анонимное письмо (пьеса), поставленное в театре Q, 1927 год